# Parque Flora
Parque Flora é um bairro do município brasileiro de Nova Iguaçu do estado do Rio de Janeiro. O bairro possui 7772 habitantes e faz divisa com os bairros de Ambaí, Botafogo, Parque Ambaí, Santa Rita e Rancho Fundo.

O bairro fica localizado as margem da Linha Cargueira da MRS Logística e próximo a Estrada de Adrianópolis.